# George Hayter
George Hayter (Londra, 17 dicembre 1792 – Londra, 18 gennaio 1871) è stato un pittore inglese.
Specializzato nella realizzazione di ritratti, fu primo pittore di corte della regina Vittoria.